# Nogometni Klub Primorje Ajdovščina
Il Nogometni klub Primorje, noto come Primorje, era una società calcistica slovena con sede ad Aidussina, una città nella regione del Goriziano.
Fondato nel 1924, il club è fallito nel 2011 a causa di problemi economici.
Il club prendeva il nome dal Litorale, una delle province storiche della Slovenia. In Italia c'è un FC Primorje, una società calcistica dilettantistica con sede a Prosecco di Trieste.

## Storia
L'anno 1921 è considerato l'inizio dello sport organizzato ad Aidussina, sebbene lo Sportni klub Ajdovščina - Šturje (abbreviato in SKAŠ) venga registrato ufficialmente solo nel 1924, su richiesta delle autorità italiane. Il primo presidente del club è l'allora industriale Riko Nusdorfer.

Il club non partecipa a campionati ufficiali, l'attività consiste in allenamenti ed amichevoli contro squadre limitrofe. Per salire di livello, lo SKAŠ unisce le forze con il club Nanos di Vipava, formando il Burja ("Bora"). Essendo un club sloveno sotto il fascismo italiano, nel 1926 viene costretto allo scioglimento per volontà del regime. In suo luogo viene istituita la sezione calcistica del dopolavoro cittadino, che comprendeva anche elementi di etnia slovena ma nessun giocatore del SKAŠ. In quel periodo viene anche realizzata la tribuna coperta "Mussolini", che viene conservata fino al 2010, quando viene demolita durante i lavori per la ristrutturazione dello stadio.

Dopo la guerra, viene fondato lo Fizkulturno društvo Ajdovščina, che prende parte al campionato della Regione Giulia organizzato dall'UCEF (Unione dei Circoli di Educazione Fisica). Dopo l'annessione alla Jugoslavia sancita dal trattato di pace del 1947, il club viene ribattezzato FD Burja e viene inserito nella Primorska nogometna liga, campionato gestito dalla Goriška nogometna podzveza ("Sottofederazione calcistica di Nova Gorica").

Nel 1949 cambia il nome in Sindikalno športno društvo Mladost, e poi, nel 1954, SŠD Primorje.

Negli anni '70, il Primorje ha un grande successo quando accede alla Slovenska republiška nogometna liga, massima serie slovena, terza divisione jugoslava. La miglior stagione è la 1975-76, quando si piazza al terzo posto, dietro a Maribor e Šmartno ob Paki.

Nella stagione 1983-84 il club retrocede nel campionato regionale (Območna nogometna liga), dove vi rimane fino all'indipendenza della Slovenia.
Nel 1991, il Primorje passa dalla quinta divisione jugoslava alla prima slovena, dalla quale però retrocede subito. Vi ritorna nel 1993, e, nel 1995, il direttore Dušan Črnigoj assume la carica di presidente del club, portando maggiori risorse finanziarie.

In tre stagioni consecutive (1995-96, 1996-97 e 1997-98) il Primorje dimostra di essere una solida squadra in campionato e raggiunge per tre volte di fila la finale della Coppa di Slovenia, perdendo in tutti tre i casi contro Olimpia Lubiana, Maribor e  Rudar Velenje.

La stagione 1996-97 ha un posto speciale nella storia del club, principalmente per il titolo di campione d'autunno e la battaglia per quello di campione nazionale contro il Maribor: il secondo posto è il più grande successo, condito dalla finale della coppa e l'esordio nelle coppe europee.
Nella Coppa delle Coppe 1997-1998, il Primorje elimina prima i lussemburghesi del Union Luxembourg, poi gli svedesi del AIK, prima di cedere, negli ottavi di finale, contro gli olandesi del Roda JC.

Pochi anni dopo, il Primorje riappare sulla scena internazionale nella Coppa Intertoto UEFA 2000: dopo aver eliminato i belgi del Westerlo, deve poi soccombere alla superiorità dei russi dello Zenit San Pietroburgo.
Nella stagione 2001-02, il Primorje è trionfalmente campione d'inverno, ma alla fine deve cedere al ritorno del Meribor.

Nelle ultime stagioni prima dello scioglimento del club, il Primorje dimostra di essere una solida squadra di prima divisione. È vicino alla vetta nella stagione 2004-05, quando conquista il quarto posto, e nella stagione 2008-09, dopo un finale teso, viene retrocesso dalla massima serie per la prima volta dopo 16 anni, ma poi torna rapidamente all'élite.

Nella stagione 2010-11, il club milita nuovamente in prima divisione nello stadio recentemente rinnovato, ma il club è afflitto da una serie di gravi problemi finanziari, causati dal crollo dello sponsor generale del club, Primorje DD.

Nell'estate 2011 il club fallisce e si ritira dalla scena calcistica. L'ultima partita viene disputata contro il Maribor, con la vittoria di quest'ultimo per 1-2 con conseguente festeggiamento del titolo di campione ad Aidussina.
Il 6 giugno 2011 viene fondata ad Aidussina una nuova società, il DNŠ Ajdovščina, che nel 2014 prende il nome ND Primorje, che però non è legalmente considerato come continuazione del NK Primorje, bensì come nuova entità, quindi la Federcalcio slovena tiene separati i record ed i riconoscimenti.

## Stadio
Il club giocava le gare casalinghe allo Mestni stadion (Stadio cittadino), che ha una capacità di 3000 posti.

## Coppe europee
| Stagione | Coppa             | Turno                | Avversario            | Casa | Fuori | Totale |
| -------- | ----------------- | -------------------- | --------------------- | ---- | ----- | ------ |
| 1997–98  | Coppa delle Coppe | Preliminare          | Union Luxembourg      | 2–0  | 1–0   | 3–0    |
|          |                   | Sedicesimi           | AIK                   | 1–1  | 1–0   | 2–1    |
|          |                   | Ottavi               | Roda JC               | 0–2  | 0–4   | 0–6    |
| 2000     | Coppa Intertoto   | 1º turno             | Westerlo              | 5–0  | 6–0   | 11–0   |
|          |                   | 2º turno             | Zenit San Pietroburgo | 1–3  | 0–3   | 1–6    |
| 2002–03  | Coppa UEFA        | Qualificazione       | Zvart'noc'            | 6–1  | 0–2   | 6–3    |
|          |                   | 1º turno             | Wisła Cracovia        | 0–2  | 1–6   | 1–8    |
| 2004–05  | Coppa UEFA        | 1º turno preliminare | Marsaxlokk            | 2–0  | 1–0   | 3–0    |
|          |                   | 2º turno preliminare | Dinamo Zagabria       | 2–0  | 0–4   | 2–4    |

## Palmarès

### Altri piazzamenti
- Campionato sloveno:

Secondo posto: 1996-1997, 2001-2002
Terzo posto: 2000-2001
- Coppa di Slovenia:

Finalista: 1995-1996, 1996-1997, 1997-1998
Semifinalista: 1991-1992
- Druga slovenska nogometna liga:

Secondo posto: 1992-1993

## Allenatori
- Michael Petrović (1998–1999, 2001–2002)
- Bojan Prašnikar (2006–2007)

## Giocatori
- Janez Strajnar (1994–2005)
- Željko Mitrakovič (2000–2002)